# Lista de prefeitos de Nazária
Esta é a lista de prefeitos e vice-prefeitos do município de Nazária, estado brasileiro do Piauí. Criado pela Lei Estadual nº 4.810 sancionada pelo governador Mão Santa em 27 de dezembro de 1995 e que realizou sua primeira eleição em 5 de outubro de 2008.

## Prefeitos de Nazária
| Nº | Prefeitos                             | Partido | Início do mandato     | Fim do mandato         | Cidade onde nasceu | Unidade federativa |
| -- | ------------------------------------- | ------- | --------------------- | ---------------------- | ------------------ | ------------------ |
| 1  | Francisco Ubaldo Nogueira             | PTB     | 1º de janeiro de 2009 | 31 de dezembro de 2012 | Teresina           | Piauí              |
| 1  | Francisco Ubaldo Nogueira             | PTB     | 1º de janeiro de 2013 | 31 de dezembro de 2016 | Teresina           | Piauí              |
| 2  | Osvaldo Bonfim de Carvalho            | PT      | 1º de janeiro de 2017 | 31 de dezembro de 2020 | Nazária            | Piauí              |
| 2  | Osvaldo Bonfim de Carvalho            | PT      | 1º de janeiro de 2021 | 31 de dezembro de 2024 | Nazária            | Piauí              |
| 3  | Joaquim Nonato da Silva Filho (Tropi) | MDB     | 1º de janeiro de 2025 | Atualidade             | Teresina           | Piauí              |

## Vice-prefeitos de Nazária
| Nº | Vice-prefeitos                           | Partido | Início do mandato     | Fim do mandato         | Cidade onde nasceu | Unidade federativa |
| -- | ---------------------------------------- | ------- | --------------------- | ---------------------- | ------------------ | ------------------ |
| 1  | Paulo da Silva Lopes                     | PSDB    | 1º de janeiro de 2009 | 31 de dezembro de 2012 | Miguel Alves       | Piauí              |
| 2  | Joaquim Nonato da Silva Filho            | PDT     | 1º de janeiro de 2013 | 31 de dezembro de 2016 | Teresina           | Piauí              |
| 3  | Marcelo Soares Bezerra Fonseca           | PRTB    | 1º de janeiro de 2017 | 31 de dezembro de 2020 | Teresina           | Piauí              |
| 4  | Joaquim Nonato da Silva Filho (Tropi)    | REP     | 1º de janeiro de 2021 | 31 de dezembro de 2024 | Teresina           | Piauí              |
| 5  | Cícero de Carvalho Soares Filho (Júnior) | PT      | 1º de janeiro de 2025 | Atualidade             | Teresina           | Piauí              |

## Vereadores de Nazária
Relação ordenada conforme o número de mandatos exercidos por cada vereador a partir do ano de sua primeira eleição observando, sempre que possível, a ordem alfabética.
| Lista de vereadores do município      | Mandatos | Ano da eleição   | Cidade onde nasceu        | Unidade federativa |
| ------------------------------------- | -------- | ---------------- | ------------------------- | ------------------ |
| Francisco Bezerra Neto                | 03       | 2008, 2012, 2020 | Teresina                  | Piauí              |
| Edgar Gonçalves de Sousa              | 02       | 2008, 2012       | Teresina                  | Piauí              |
| Eliton Leite de Carvalho              | 02       | 2008, 2012       | Teresina                  | Piauí              |
| Lourival Bispo Cardoso                | 02       | 2008, 2016       | Alto Longá                | Piauí              |
| Plínio Augusto da Silva Dumont Vieira | 02       | 2008, 2016       | Nazária                   | Piauí              |
| Francisca de Araújo Lima              | 02       | 2012, 2016       | Teresina                  | Piauí              |
| Herbert Alencar de Almeida            | 02       | 2012, 2016       | Teresina                  | Piauí              |
| Marcelo Ribeiro de Carvalho           | 02       | 2012, 2016       | Teresina                  | Piauí              |
| Creane de Sousa da Silva Araújo       | 02       | 2016, 2020       | Teresina                  | Piauí              |
| Elias Ramos de Almeida                | 02       | 2016, 2020       | Teresina                  | Piauí              |
| Marinalva de Sousa Vieira             | 02       | 2016, 2020       | Caxias                    | Maranhão           |
| Adriano Kleiton de Carvalho Barbosa   | 01       | 2008             | Teresina                  | Piauí              |
| Cláudio Mendes Batista                | 01       | 2008             | Palmeirais                | Piauí              |
| João Alberto de Arêa Almeida          | 01       | 2008             | Teresina                  | Piauí              |
| Joaquim Nonato da Silva Filho         | 01       | 2008             | Teresina                  | Piauí              |
| José Everardo Lucas                   | 01       | 2012             | Batalha                   | Piauí              |
| Luís Alberto de Sena                  | 01       | 2012             | São Francisco do Maranhão | Maranhão           |
| Marcelo Soares Bezerra Fonseca        | 01       | 2012             | Teresina                  | Piauí              |
| José Ribamar Gomes                    | 01       | 2016             | Piracuruca                | Piauí              |
| Cícero da Silva Rocha                 | 01       | 2020             | Teresina                  | Piauí              |
| Cícero de Carvalho Soares Filho       | 01       | 2020             | Teresina                  | Piauí              |
| Daniel dos Santos Santana             | 01       | 2020             | Teresina                  | Piauí              |
| Francisco das Chagas Silva            | 01       | 2020             | Teresina                  | Piauí              |
| Maria Salomé Batista dos Santos       | 01       | 2020             | Teresina                  | Piauí              |